# Club Deportivo Arenas de Frajanas
El Club Deportivo Arenas de Frajanas es un equipo de fútbol de El Astillero, Cantabria. Actualmente milita en la Regional Preferente de Cantabria.

## Historia
- Temporadas en 3ª: 3  (2010-11, 2011-12, 2014-2015)
- Temporadas en Regional Preferente: 10 (2009-10, 2012-13, 2013-14, 2015-16, 2016-17, 2020-21, 2021-22, 2022-23, 2023-24, 2024-25)
- Temporadas en Primera Regional: 4 (2008-09, 2017-2018, 2018-2019, 2019-2020)
- Temporadas en Segunda Regional: 1 (2007-08)

## Palmarés
- Subcampeón de Regional Preferente (1): 2009-10, 2013-14
- Subcampeón de Segunda Regional (1): 2007-08 (Grupo A)

## Uniforme
- Primer uniforme: camiseta rojinegra, pantalón negro y medias rojas.
- Segundo uniforme: camiseta azul, pantalón blanco y medias azules.

## Temporadas
Resumen de las temporadas del equipo senior del Arenas de Frajanas:
| Temporada | Categoría           | Puesto | Notas    |
| --------- | ------------------- | ------ | -------- |
| 2007-08   | Segunda Regional    | 2º     | Ascenso  |
| 2008-09   | Primera Regional    | 3º     | Ascenso  |
| 2009-10   | Regional Preferente | 2º     | Ascenso  |
| 2010-11   | Tercera División    | 13º    |          |
| 2011-12   | Tercera División    | 20º    | Descenso |
| 2012-13   | Regional Preferente | 11º    |          |
| 2013-14   | Regional Preferente | 2º     | Ascenso  |
| 2014-15   | Tercera División    | 18º    | Descenso |
| 2015-16   | Regional Preferente | 13º    |          |
| 2016-17   | Regional Preferente | 18º    | Descenso |
| 2017-18   | Primera Regional    | 6º     |          |
| 2018-19   | Primera Regional    | 4º     |          |
| 2019-20   | Primera Regional    | 2º     | Ascenso  |
| 2020-21   | Regional Preferente | 4.º    |          |
| 2021-22   | Regional Preferente | 13.º   |          |
| 2022-23   | Regional Preferente | 12.º   |          |
| 2023-24   | Regional Preferente | 10.º   |          |
| 2024-25   | Regional Preferente |        |          |

Fuente: futbol-regional.es